# Albert Van Hecke
Albert Charles Georges Van Hecke (Zottegem, 29 november 1881 - Sint-Lambrechts-Woluwe, 11 april 1959) was een Belgisch volksvertegenwoordiger en hoogleraar.

## Biografie
Albert Van Hecke promoveerde tot burgerlijk bouwkundig ingenieur aan de Katholieke Universiteit Leuven. Hij werd in 1909 hoogleraar aan deze universiteit en nam er de opvolging van Joris Helleputte. Hij doceerde tot aan zijn emeritaat in 1952.
Hij was ook politiek actief binnen de Belgische Volksbond, waarvan hij van 1912 tot 1920 penningmeester was. In 1932 werd hij verkozen tot katholiek volksvertegenwoordiger voor het arrondissement Aalst en vervulde dit mandaat tot in 1939.
Van Hecke was getrouwd met Marcelle Houa. Ze waren de ouders van advocaat en rechtsgeleerde Georges van Hecke.

## Publicatie
- La méthode expérimentale appliquée à l'étude de l'hydraulique fluviale et maritime. Etude historique et critique, Leuven, 1909.